# Symfonie nr. 4 (Bodley)
Seóirse Bodley voltooide zijn Symfonie nr. 4 in 1991.
Bodley kreeg zijn muzikale opleiding in Ierland en Duitsland. Het is daarom niet verbazingwekkend dat zijn muziek een mengeling is van klassieke muziek uit die beide landen. Voor wat betreft klassieke muziek is Ierland een grote onbekende, doch voor wat betreft muziek heeft het een lange staat van dienst. Denk daarbij aan de Keltische muziek, die tot op heden hoorbaar is in allerlei muzieksoorten tot popmuziek aan toen, denk daarbij aan Enya, maar ook aan Alan Stivell de Bretonse folkbard. Uiteraard heeft die Ierse invloed zich ook laten gelden in muziek die kwam uit Schotland, maar in mindere mate in Engeland.
Voeg daarbij dat Bodley het verzoek kreeg tot het schrijven van deze symfonie door een symfonieorkest uit Parma, Italië en een Europese symfonie lijkt geboren. De opdrachtgever was Orchestra Sinfonica dell'Emilia-Romagna 'Arturo Toscanini', die het werk op 21 juni 1991 haar eerste uitvoering gaf. Dirigent was Josè Ramon Encinar in het Teatro Farese.

## Muziek
De muziek is een mengeling van Europese klassieke muziek met daarin een vleugje van de Ierse muziek, in vergelijking tot de Europese muziek soms sprookjesachtig en mysterieus. Dit wordt dan afgewisseld met fortissimo-akkoorden. De symfonie kent de klassieke vierdelige opzet, waarbij het scherzo in deel 3 en het serieuze deel in deel 2 valt:
1. Andante – Moderato
2. Andante
3. Allegro
4. Alla marcia – Allegro.

De delen zijn qua thematiek per twee gekoppeld. De muziek is vrij toegankelijk voor een symfonie gecomponeerd in 1990-1991. Ook voor Bodley gold dat hij na zijn opleiding, waaronder zomercursussen in Darmstadt zich liet leiden door avant-garde muziek; later (en ook bij deze symfonie) keerde hij zich meer naar traditionelere muziek.

### Orkestratie
Het orkest heeft een vrij traditionele samenstelling:
- 3 dwarsfluiten, 3 hobo’s, 3 klarinetten, 3 fagotten
- 4 hoorns, 3 trompetten, 3 trombones, 1 tuba
- pauken, percussie, harp
- violen, altviolen, celli, contrabassen

## Discografie
- Uitgave Marco Polo; Nationaal Symfonieorkest van Ierland, o.l.v. Coleman Pearce in een opname van 1999